# Vega con Ardón
Vega con Ardón es una comarca tradicional de la provincia de León en España. Está formada por los actuales ayuntamientos de Vega de Infanzones y Ardón y parte de los municipios de Onzonilla y León. La comarca esta a escasos kilómetros de la capital.
En la comarca de la Vega con Ardón, el paisaje es el típico de un páramo con suaves cerros, situada entre el río Bernesga, y el Arroyo de la Oncina y la confluencia de estos con el río Esla. Históricamente el término se vincula a la Hermandad de Vega con Ardón, uno de aquellos movimientos populares nacidos para la defensa de los más débiles núcleos rurales frente a los cabildos urbanos.

## Poblaciones
| Vega con Ardón     | Vega con Ardón | Vega con Ardón        | Vega con Ardón | Vega con Ardón             | Vega con Ardón | Vega con Ardón       | Vega con Ardón |
| Vega de Infanzones |                | Ardón                 |                | Onzonilla                  |                | León                 |                |
| ------------------ | -------------- | --------------------- | -------------- | -------------------------- | -------------- | -------------------- | -------------- |
| Vega de Infanzones |                | Ardón                 |                | Sotico                     |                | Trobajo del Cerecedo |                |
| Grulleros          |                | Benazolve             |                | Viloria de la Jurisdicción |                |                      |                |
| Villadesoto        |                | Fresnellino del Monte |                |                            |                |                      |                |

## Municipios
| Municipios         | Habitantes (2011) | Superficie (km²) | Densidad (hab/km²) |
| Vega de Infanzones | 938               | 20,80            | 45,10              |
| Ardón              | 609               | 48,65            | 12,52              |
| Total              | 1547              | 69,45            | 22,28              |
| ------------------ | ----------------- | ---------------- | ------------------ |